# Mathis Bolly
Mathis Bolly, född 14 november 1990 i Oslo, är en norskfödd ivoriansk fotbollsspelare.
Han är känd för sin blixtrande snabbhet med och utan bollen vid fötterna. 

## Karriär
Den 19 februari 2019 värvades Bolly av Molde, där han skrev på ett ettårskontrakt. Den 1 oktober 2019 förlängde Bolly sitt kontrakt fram över säsongen 2022. I augusti 2021 lånades han ut till Stabæk på ett låneavtal över resten av säsongen.

## Övrigt
I fotbollsspelet FIFA 14, FIFA 15 och FIFA 16, som publiceras av Electronic Arts, är Bolly den snabbaste spelaren i spelet. Han har 97 (av maximala 99) poäng i färdigheten acceleration och 97 i färdigheten maxfart.